# Волгоград
Волгогра́д (до 1925 року — Царицин, до 1961 року — Сталінград), інколи Сарису́ (тат. Сарысу, трансліт. Sarısu) — місто в Росії, адміністративний центр Волгоградської області, місто-герой.
Розташований на р. Волга. Населення — 1 018 898 (12 місце по чисельності серед міст Росії) мешканців (2024), в агломерації — 1 517 000 мешканців (2010). Волгоград — значний промисловий центр та транспортний вузол. Має декілька вузів, музеїв та театрів.

Заснований в 1589 р. як фортеця, став містом в 1780 р. До 1925 р. мав назву Царицин (від тюркського «сари-цин» — «жовтий острів»), а із 1925 р. до 1961 р. — назву Сталінград.

## Географія
Волгоград — одне з найдовших міст Росії. Протяжність міста уздовж Волги становить понад 61 км. Основна частина міста розташована на правому березі Волги, але до міської межі також входить населений острів Сарпинський і низка дрібних нежилих островів: Голодний, Грошовий тощо.
У межах міста є міст через Волгу, до північної околиці міста примикає перехід, що проходить по греблі Волзької ГЕС. Він сполучає Волгоград з містом-супутником Волзький і перебуває в територіальному підпорядкуванні останнього. В 2009 добудовано першу чергу мосту через Волгу Волгоградський міст, що сполучає центр міста з Краснослободськом. Продовження комплексу перетне Волго-Ахтубінську заплаву і річку Ахтуба і пов'яже I, II та III поздовжні автомагістралі Волгограду одна з одною та з існуючою трасою Волзький — Ленінськ.
На території Красноармійського району на півдні Волгограда починається Волго-Донський судноплавний канал імені Леніна — ланка єдиної глибоководної транспортної системи європейської частини Росії. Через нього в межах міста перекинутий один автомобільний і один залізничний міст.

## Адміністративний поділ
Адміністративно місто поділяється на вісім районів. У порядку їх географічного розташування з півночі на південь:
- Тракторозаводський
- Краснооктябрський
- Дзержинський
- Центральний
- Ворошиловський
- Совєтський
- Кіровський
- Красноармійський

## Клімат
Клімат помірно континентальний. Середня кількість опадів — 330 мм на рік. Середні температури: січня –7,3°C (до −32 °C), липня +24,2 °C (до 43 °C). Можливі різкі перепади температур. Зима помірно холодна, з частими відлигами і похолоданнями. Найхолодніший місяць року — лютий. Літо спекотне, можливі температури повітря до 43 градусів.
| Клімат Волгограда       | Клімат Волгограда | Клімат Волгограда | Клімат Волгограда | Клімат Волгограда | Клімат Волгограда | Клімат Волгограда | Клімат Волгограда | Клімат Волгограда | Клімат Волгограда | Клімат Волгограда | Клімат Волгограда | Клімат Волгограда | Клімат Волгограда |
| Показник                | Січ.              | Лют.              | Бер.              | Квіт.             | Трав.             | Черв.             | Лип.              | Серп.             | Вер.              | Жовт.             | Лист.             | Груд.             | Рік               |
| Абсолютний максимум, °C | 12,0              | 14,0              | 21,4              | 28,9              | 37,7              | 39,2              | 43,1              | 39,0              | 38,0              | 31,5              | 18,2              | 11,0              | 43,1              |
| Середній максимум, °C   | −4,5              | −4,3              | 2,6               | 15,4              | 22,7              | 26,9              | 29,3              | 27,9              | 21,6              | 12,2              | 4,0               | −1,9              | 12,7              |
| Середня температура, °C | −7,3              | −7,5              | −1,4              | 9,4               | 15,9              | 20,8              | 22,8              | 21,3              | 15,0              | 7,2               | −0,1              | −4,5              | 7,6               |
| Середній мінімум, °C    | −10,7             | −10,7             | −4,5              | 5,1               | 12,0              | 16,1              | 18,4              | 17,1              | 11,6              | 4,0               | −1,3              | −7                | 4,2               |
| Абсолютний мінімум, °C  | −32,6             | −32,1             | −26,1             | −10,1             | −2,6              | 2,0               | 7,0               | 2,8               | −3                | −12,2             | −21,7             | −29,5             | −32,6             |
| Норма опадів, мм        | 37                | 29                | 26                | 25                | 37                | 37                | 37                | 37                | 26                | 24                | 43                | 46                | 404               |
| ----------------------- | ----------------- | ----------------- | ----------------- | ----------------- | ----------------- | ----------------- | ----------------- | ----------------- | ----------------- | ----------------- | ----------------- | ----------------- | ----------------- |
| Джерело:                |                   |                   |                   |                   |                   |                   |                   |                   |                   |                   |                   |                   |                   |

## Історія

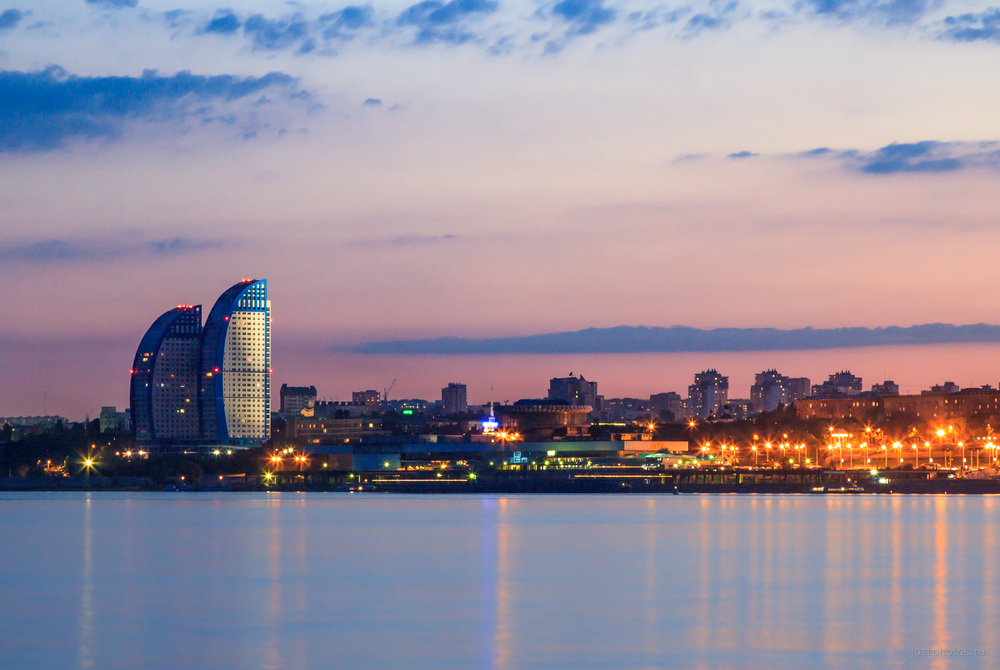
Вечірній Волгоград

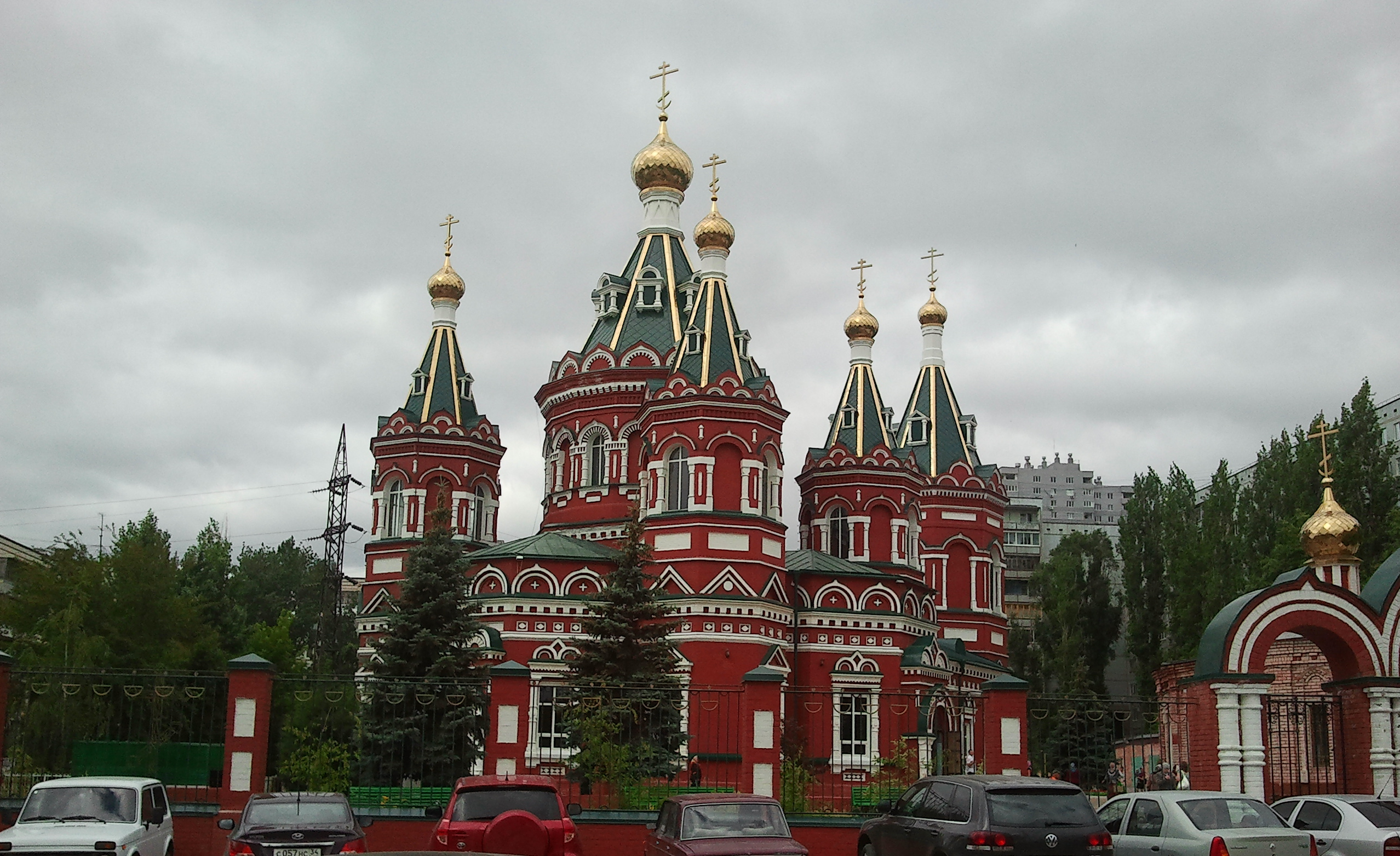
Казанський собор

Першу назву міста Царицин вперше було згадано англійським мандрівником Беррі у 1579 році, але відносилася вона не до міста, а до острова на Волзі. Походження назви зазвичай зводять до тюркської «сари-су» (жовта вода) або «сари-син» (жовтий острів). Датою заснування міста прийнято вважати 2 липня 1589, коли назву Царицинської фортеці вперше було згадано в царській грамоті. Фортеця розташовувалась трохи вище впадіння в Волгу річки Цариці на високому правому березі.
До виникнення Царицина в гирлі річки Цариці існувало поселення Золотої Орди.
У 1607 році у фортеці було повстання проти царських військ, придушене через півроку. У 1608 році в місті з'явилася перша кам'яна церква — Іоана Предтечі.
На початку XVII століття гарнізон фортеці становив 350—400 осіб.
У 1670 році фортеця була взята військами Степана Разіна, через місяць лишили її. У 1708 році близько місяця фортеця перебувала в руках повсталих козаків Кіндрата Булавіна. В 1717 році її було пограбовано кримськими і кубанськими татарами. Пізніше, в 1774 році, місто безуспішно штурмував Омелян Пугачов.
У 1691 в Царицині заснована митниця.
У 1708 Царицин приписаний до Казанської губернії, в 1719 — до Астраханської, з 1779 — у Саратовському намісництві. З 1773 місто стало воєводським, а з 1780 — повітове місто Саратовського намісництва (потім губернії). За переписом 1720 року у місті проживало 408 осіб.
Населення міста в XIX столітті швидко зростало: якщо в 1807 році в Царицині проживало менше 3 тисяч осіб, то до 1900 — вже близько 84 тисяч.
Перша залізниця з'явилася в місті в 1862 році.
Перший театр відкрився у 1872, а кінотеатр — в 1907 році.
У 1913 році в Царицині з'явився трамвай, а в центрі були встановлені перші електричні ліхтарі.
Під час громадянської війни в листопаді 1917 року в Царицині були проголошена радянська влада (див. Бій під Царициним). У 1918 році Царицин обложено білими військами отамана Краснова, три штурми були відбиті. Однак у червні 1919 року Царицин був узятий військами генерала Денікіна, які залишили місто в січні 1920 року.
Місто було перейменовано на Сталінград 10 квітня 1925.
У 1931 році у межі міста включено німецьке поселення-колонію Сарепта (заснована в 1765), що стало пізніше найбільшим районом міста — Красноармійським.
Перший інститут відкрився в 1930 році, роком пізніше був відкритий і педагогічний інститут.
Найсерйознішим потрясінням в історії міста стала Німецько-радянська війна. Сталінградська битва розпочалася 17 липня 1942 року, а 23 серпня місто зазнало масованого бомбардування, що знищило або серйозно пошкодило велику частину міських будівель. У вересні бої йшли вже в центрі міста. Битва за Сталінград є однією з найбільших битв в історії всього людства. У Сталінграді відбувалися бої небаченої інтенсивності. Наприклад, центральний вокзал міста переходив з рук в руки тринадцять разів, а відомий Мамаєв курган (одна з висот Волгограда) було захоплено і знову відбито вісім разів. Через інтенсивні бої курган змінив свої обриси. Все ж таки, наступаючим військам вермахту не вдалося зламати опір захисників міста. 19 листопада розпочався контрнаступ радянських військ, незабаром німецько-фашистське угруповання опинилося в оточенні. 31 січня 1943 її командувач генерал-фельдмаршал Паулюс здався в полон, а 2 лютого, з ліквідацією залишків оточеного угруповання, Сталінградська битва була закінчена. Почалося відновлення практично повністю зруйнованого міста.
10 листопада 1961 місто Сталінград з ідеологічних причин за рішенням XXII з'їзду КПРС було перейменовано на Волгоград.

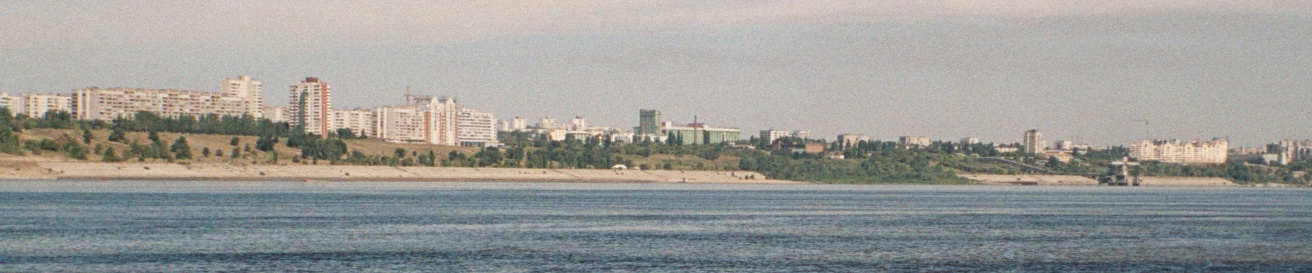
Вид на Волгоград

## Промисловість
- Волгоградська ДРЕС(інші мови)
- Волгоградська ТЕЦ-2
- Волгоградська ТЕЦ-3
- ВАТ «Лукойл-Волгограднафтопереробка»
- ЗАТ Металургійний завод «Красный Октябрь»
- ВАТ «СУАЛ» філія «Волгоградський алюмінієвий завод Сибірсько-Уральської алюмінієвої компанії»
- ВАТ «Волгоградський завод труб малого діаметра»
- Волгоградський завод ВАТ «Северсталь-метиз»
- ВАТ «Волгоградський завод тракторних деталей та нормалей»
- ВАТ «Каустик»
- ВАТ «Пласткард»
- ТОВ «Волгоградський завод технічного вуглецю»
- ЗАТ «Силд ейр Каустик»
- ВАТ «Волгоградський кисневий завод»
- ВАТ «Хімпром»
- Волгоградський керамічний завод
- ВАТ «Волгоградський завод залізобетонних виробів № 1»
- ВАТ ВЗТИ «Термостепс»
- ЗАТ «Промбудконструкція»
- ЗАТ ВО «Завод силікатної цегли»
- ТОВ «Волгоградський гіпсовий завод»
- ТОВ «Волма»
- ВАТ «Тракторна компанія „ВгТЗ“»
- ТОВ «Волгоградська машинобудівна компанія ВгТЗ»
- ВАТ «Волгограднафтомаш»
- ТОВ «Волгоградський завод бурильної техніки»
- ЗАТ «Волгоградський завод транспортного машинобудування» (Тролейбусний завод)
- ВАТ «Волгоградський моторобудівний завод»
- ЗАТ «Волгоградський завод зрошувальної техніки та ЖКГ»
- ВАТ «Волгогазоапарат»
- ВАТ «Волгоградський суднобудівний завод»
- ВАТ Тютюнова фабрика «Реємтсма-Волга»
- ЗАТ НП «Конфіл»
- ВАТ «Компанія ЮНИМИЛК» (філія Молочний комбінат «Волгоградський»)
- ВАТ «Волгом'ясомолторг»
- ВАТ Волгоградський гірчично-маслоробний завод «Сарепта»
- ТОВ «Ансей ВМК»
- ЗАТ НВО «Європа-Біофарм»

## Транспорт

### Громадський транспорт
Громадський транспорт міста представлений автобусами, тролейбусами (див. Волгоградський тролейбус), трамваями (див. Волгоградський трамвай), швидкісним трамваєм та міською електричкою.

### Міжміський транспорт
Через місто проходить Приволзька залізниця (у Волгограді центр її Волгоградського відділення) — станції Волгоград I та Волгоград II, європейський маршрут E40, а також федеральна траса «Каспій» (М6).
Місто має річковий вокзал та міжнародний аеропорт «Волгоград».

## Освіта

### Вищі навчальні заклади Волгограда
- Волгоградський муніципальний інститут мистецтв ім. П. А. Серебрякова
- Волгоградський державний технічний університет
- Волгоградський державний університет
- Волгоградський педагогічний державний університет (сайт[недоступне посилання з червня 2019])
- Волгоградський державний медичний університет
- Волгоградський державний архітектурно-будівельний університет
- Волгоградська академія державної служби
- Волгоградська академія МВС Росії
- Волгоградська державна академія фізичної культури
- Волгоградська державна сільськогосподарська академія
- Волгоградський юридичний інститут
- Волгоградський природничо-гуманітарний інститут
- Волгоградський інститут бізнесу
- Волгоградський інститут економіки, соціології та права,
- Волгоградський державний інститут мистецтв і культури

## Наука
- Волгоградський інститут нафтової промисловості

## Культура

### Музеї
- Музей-заповідник «Сталінградська битва»
- Волгоградський обласний краєзнавчий музей
- Волгоградський музей образотворчих мистецтв імені І. І. Машкова
- Історико-етнографічний і архітектурний музей-заповідник «Стара Сарепта»

### Театри та концертні зали
- Волгоградський музичний театр
- Волгоградський театр юного глядача
- Волгоградський молодіжний театр
- Волгоградський театр одного актора
- Волгоградська лабораторія сучасного театру
- Волгоградський Центральний концертний зал (домашня сцена Волгоградського академічного симфонічного оркестру)

## Цікаві факти
У 1915–1917 роках в Чорному Яру біля Царицина, а потім — у самому Царицині в таборі для військовополонених вояків австрійської армії перебував Євген Коновалець, згодом — полковник Армії УНР, командант УВО, голова Проводу українських націоналістів

## Персоналії
- Поліцеймако Віталій Павлович (1906—1967) — радянський російський актор театру і кіно
- Заклунна-Мироненко Валерія Гавриїлівна (1942—2016) — українська та радянська акторка театру і кіно
- Сотникова Віра Михайлівна (* 1960) — радянська і російська акторка театру і кіно, телеведуча
- Апексімова Ірина Вікторівна (* 1966) — радянська і російська акторка і режисерка театру та кіно, театральна діячка, співачка, телеведуча.
- Василенко Надія Володимирівна — українська науковиця, доктор педагогічних наук, професор, відмінник освіти України.